# Sylvie's Love
Sylvie's Love is een Amerikaanse romantische dramafilm uit 2020, geschreven en geregisseerd door Eugene Ashe.

## Verhaal
In de jaren vijftig in New York, terwijl Sylvie wacht tot haar verloofde terugkomt uit de oorlog, helpt ze in de platenzaak van haar vader. Wanneer de lieve saxofonist Robert op een dag langskomt, wekt deze toevallige ontmoeting bij elk van hen een diepe passie op, zoals ze nog nooit eerder hebben gevoeld. Sylvie's moeder keurt de relatie meteen af en herinnert Sylvie aan haar verloving. Ondertussen is Roberts band geboekt voor hun eerste grote optreden in het buitenland, en tegen het einde van de zomer drijft het leven hen weer uit elkaar. Jaren later is Sylvie een succesvolle televisieproducent als hun paden per ongeluk weer kruisen.

## Rolverdeling
| Acteur               | Personage                 |
| -------------------- | ------------------------- |
| Tessa Thompson       | Sylvie Parker             |
| Nnamdi Asomugha      | Robert Halloway           |
| Aja Naomi King       | Mona                      |
| Ryan Michelle Bathe  | Kate Spencer              |
| Regé-Jean Page       | Chico Sweetney            |
| Eva Longoria         | Carmen                    |
| John Magaro          | Sid Schuur                |
| Ed Weeks             | Chase Nickerson           |
| Lance Reddick        | Herbert "Mr. Jay" Johnson |
| Jemima Kirke         | De gravin                 |
| MC Lyte              | Mikki                     |
| Alano Miller         | Lacy Parker               |
| Erica Gimpel         | Eunice Johnson            |
| Tone Bell            | Dickie Brewster           |
| Wendi McLendon-Covey | Lucy Wolper               |

## Productie
De opnames begonnen op 25 februari 2019 in Los Angeles. Een jaar later verwierf Amazon Studios de distributierechten voor de film.

## Release
De film ging in première op 27 januari 2020 op het Sundance Film Festival. De film werd op 23 december 2020 uitgebracht op Prime Video.

## Ontvangst
Op Rotten Tomatoes heeft Sylvie's Love een waarde van 93% en een gemiddelde score van 7,3/10, gebaseerd op 125 recensies. Op Metacritic heeft de film een gemiddelde score van 74/100, gebaseerd op 25 recensies.